# Lidia Geringer de Oedenberg
Lidia Joanna Geringer de Oedenberg z domu Ulatowska (ur. 12 września 1957 we Wrocławiu) – polska polityk, działaczka kulturalna, posłanka do Parlamentu Europejskiego VI, VII i VIII kadencji (2004–2019).

## Życiorys
Ukończyła studia na Akademii Ekonomicznej we Wrocławiu oraz studia podyplomowe w Szkole Głównej Handlowej w Warszawie i we Francuskim Instytucie Zarządzania w Warszawie. Studiowała również w Hiszpanii i Holandii. Przez wiele lat pracowała jako dziennikarka w Telewizji Polskiej, była m.in. dyrektorem programowym wrocławskiego oddziału telewizji.
W latach 1995–2005 pełniła funkcję dyrektora generalnego międzynarodowego festiwalu Wratislavia Cantans. W 2002 ubiegała się o stanowisko prezydenta Wrocławia, przegrywając z Rafałem Dutkiewiczem (uzyskała poparcie 36% głosujących).
W 2004 z listy Sojuszu Lewicy Demokratycznej uzyskała mandat posła do Parlamentu Europejskiego. W 2006 wstąpiła do SLD, a w 2008 została członkinią rady krajowej partii. W 2009 skutecznie ubiegała się o reelekcję w PE. 15 lipca tego samego roku została (na okres połowy kadencji) kwestorem Parlamentu Europejskiego. W 2014 ponownie zdobyła mandat posłanki do Parlamentu Europejskiego. W czerwcu tego samego roku zrezygnowała z członkostwa w SLD. W 2019 nie wystartowała w kolejnych wyborach europejskich.
Była żoną Henryka Geringera de Oedenberga.

## Wyniki w wyborach ogólnopolskich
| Wybory | Komitet wyborczy                   | Komitet wyborczy                          | Organ                            | Okręg | Wynik          |
| ------ | ---------------------------------- | ----------------------------------------- | -------------------------------- | ----- | -------------- |
| 2004   |                                    | Sojusz Lewicy Demokratycznej – Unia Pracy | Parlament Europejski VI kadencji | nr 12 | 35 254 (5,96%) |
| 2009   | Parlament Europejski VII kadencji  | Sojusz Lewicy Demokratycznej – Unia Pracy | 65 693 (9,27%)                   | nr 12 |                |
| 2014   | Parlament Europejski VIII kadencji | Sojusz Lewicy Demokratycznej – Unia Pracy | 53 790 (8,12%)                   | nr 12 |                |

## Odznaczenia
- Srebrny Medal „Zasłużony Kulturze Gloria Artis” – 2005[8]
- Srebrna Odznaka „Za Zasługi dla Związku Weteranów i Rezerwistów Wojska Polskiego” – 2013[9]
- Odznaka Honorowa „Krzyż Ludowego Wojska Polskiego” (ZWiRWP)[10]